# 카스토르 (항성)
카스토르(Castor) 또는 쌍둥이자리 알파(α Gem / α Geminorum / Alpha Geminorum)는 쌍둥이자리에서 두 번째로 밝은 별이다. 바이어 명명법에 따르면 가장 밝아야 하지만, 폴룩스(쌍둥이자리 베타)보다 어둡다. 밤하늘에서 24번째로 밝게 보이는 별이기도 하다. 지구로부터 약 51 광년 떨어져 있다.
카스토르는 맨눈으로는 하나의 별처럼 보이나 사실은 여섯 개의 별로 이루어진 육중성계이다. 이들은 둘씩 짝이 되어 총 세 쌍 카스토르 A, B, C를 구성하고 있다. A와 B는 각자가 분광쌍성이며 A형 주계열성 주인별과 적색 왜성으로 추정되는 짝별로 각각 이루어져 있다. A와 B는 밤하늘에서 4.8초각 떨어져 있다. C 또는 쌍둥이자리 YY 역시 적색왜성 둘로 이루어진 분광쌍성으로 A+B로부터 약 70초각 떨어진 곳에 있다.
카스토르는 카스토르 성협의 구성원이기도 하며 성협 이름은 이 별을 따라 붙인 것이다. 카스토르 성협의 구성원은 베가, 포말하우트 등 확인된 별만 16개로 같은 곳에서 동시에 태어난 것으로 추정된다.
이 별의 이름은 그리스, 로마 신화에 등장하는 쌍둥이 신 카스토르와 폴룩스에서 따온 것이며 별자리 이름인 쌍둥이자리 또한 여기에서 유래한 것이다. 다른 문화권에서도 폴룩스와 비슷한 밝기에 착안하여 이 별에 '동등한 두 별 중 하나'의 의미를 담아 애칭을 붙였다.

## 관측
카스토르 계(系)는 지구상에 사람들이 사는 거의 모든 곳에서 관측할 수 있으나 북반부에서 관측하기가 더 좋다. 별의 적위는 약 북위 32도로 스칸디나비아반도에서는 주극성으로 지평선 아래로 지지 않으며, 그보다 조금 아래쪽인 중부·남부 유럽, 미국, 중앙아시아 등지에서는 일부 기간을 제외하고 연중 내내 관측할 수 있는데 특히 10월부터 이듬해 6월 중순까지가 관측 최적기이다. 남반구는 북반부에 비해 상대적으로 관측할 수 있는 날 수가 적지만 남위 58도 이북에서는 관측이 가능하다. 이는 남극을 제외하면 지구상 거의 어디에서나 카스토르를 볼 수 있다는 뜻이 된다.
밤하늘에서는 약 4.5도각 떨어진 폴룩스와 함께 쌍둥이자리의 머리 부분에 자리잡고 있다.

## 관측 역사
1678년 이탈리아 천문학자 조반니 도메니코 카시니가 카스토르가 하나의 별이 아니라 두 개의 별로 분리되어 있음을 처음 발견했으며 1718년 영국 천문학자 제임스 브래들리가 이를 검증하였다. 1896년 아리스타크 벨로폴스키가 풀코보 천문대에서 카스토르 B가 분광쌍성임을 발견했다. 1904년 미국 천문학자 헤버 도스트 커티스는 릭 천문대에서 카스토르 A가 쌍성임을 알아냈다. 이후 알프레드 해리슨 조이와 로스코 프랭크 샌포드는 1916년부터 1926년까지 10년 관측 끝에 카스토르 C가 A, B와 같은 시차와 고유운동을 보이는 항성계 구성원임을 발견해 냈다. 이들은 1916년 C 자체가 다시 분광쌍성임도 검증해 냈다.
1907년 관측자료에는 쌍성 사이 간격을 2초각으로 기록했는데 1997년 관측에서는 간격이 7초각으로 늘어났다. 구성원 둘의 겉보기 등급은 각각 3.0, 1.9이다.

## 은하 내 위치
우주 망원경 히파르코스가 2007년 작성한 측성자료에 따르면 카스토르의 연주시차는 64.54 ± 0.12 밀리초각이었다. 따라서 지구로부터 카스토르까지의 거리는 1 / 0.06454 파섹 = 15.49 파섹 = 50.86 광년이 된다. 이 거리는 우주적 기준으로 볼 때 태양에서 매우 가깝다고 할 수 있다. 특히 카스토르는 태양과 함께 우리 은하의 오리온 팔에서 성간 매질이 없는 국부 거품에 자리잡은 항성이다. 카스토르의 은하 좌표계는 187.44 ° 와 22.47 °이다.
카스토르에서 제일 가까운 별은 분광형 M4, 겉보기 등급 14.4의 적색 왜성 글리제 1096으로 5.2광년 떨어져 있다. 카스토르의 이웃 별 중 태양보다 밝은 별은 분광형 F0에 겉보기 등급 4.16의 주계열성 쌍둥이자리 로이다. 11광년 떨어진 곳에 있는 분광형 G0의 주계열성 쌍둥이자리 37도 태양보다 밝다.
카스토르와 폴록스는 지구에서 관측할 때에는 같은 방향에 있어서 마치 묶여 있는 것처럼 보이나 실제로는 아무 관련이 없다. 폴룩스는 카스토르보다 17광년 지구에 더 가까우며 실제 광도는 카스토르가 폴룩스보다 높으나 지구에서 가깝기 때문에 폴룩스가 좀 더 밝은 것처럼 보인다.

### 카스토르 성협
카스토르는 자신의 이름을 딴 '카스토르 성협'의 구성원이다. 이 성협은 1990년에 발견되었고 구성원들은 태양에서 상대적으로 가까운 곳에 있는데다 국부표준정지좌표계로 볼 때 같은 고유 운동을 보여준다. 주요 구성원으로는 카스토르, 포말하우트, 베가, 알데라민, 주벤엘게누비 등이 있다. 성협의 특성상 이들은 어느 곳에선가 동시에 태어났을 것이다. 구성원들의 진화 경로를 거슬러 올라가면 리튬이 대기에 풍부한 것 등의 공통점이 발견되며 성협의 나이는 1~3억 년 사이인 것으로 추정된다. 따라서 이들 중 하나인 카스토르의 나이 역시 비슷할 것이다.

## 항성계
|  |  |  |  |  |  |                    |  |            |  |                     |  | Aa |
|  |  |  |  |  |  |                    |  |            |  |                     |  |    |
|  |  |  |  |  |  |                    |  |            |  | 공전주기 = 9.2128 d |  |    |
|  |  |  |  |  |  |                    |  |            |  |                     |  |    |
|  |  |  |  |  |  |                    |  |            |  |                     |  | Ab |
|  |  |  |  |  |  |                    |  |            |  |                     |  |    |
|  |  |  |  |  |  |                    |  |            |  | 간격 = 3.9″         |  |    |
|  |  |  |  |  |  |                    |  |            |  |                     |  |    |
|  |  |  |  |  |  |                    |  |            |  |                     |  | Ba |
|  |  |  |  |  |  |                    |  |            |  |                     |  |    |
|  |  |  |  |  |  |                    |  |            |  | 공전주기 = 2.9283 d |  |    |
|  |  |  |  |  |  |                    |  |            |  |                     |  |    |
|  |  |  |  |  |  |                    |  |            |  |                     |  | Bb |
|  |  |  |  |  |  |                    |  |            |  |                     |  |    |
|  |  |  |  |  |  |                    |  | 간격 = 71″ |  |                     |  |    |
|  |  |  |  |  |  |                    |  | Ca         |  |                     |  |    |
|  |  |  |  |  |  |                    |  |            |  |                     |  |    |
|  |  |  |  |  |  | 공전주기 = 0.814 d |  |            |  |                     |  |    |
|  |  |  |  |  |  |                    |  |            |  |                     |  |    |
|  |  |  |  |  |  |                    |  | Cb         |  |                     |  |    |
|  |  |  |  |  |  |                    |  |            |  |                     |  |    |

카스토르 계(系) 구성원들의 위계

### A-B 계
밝은 두 별 카스토르 A와 B 쌍의 밤하늘 이격거리는 1985년에 2.61초로 매우 가까웠다가 2013년에 4.8초로 커지고 있다. 둘 사이 거리는 2085년 7.35초로 극댓값을 찍을 것이다. A-B의 천구상 위치는 19세기부터 기록이 시작되어 지금까지 총 1400회 정도의 자료가 남아 있는데 1988년 하인츠의 자료에 따르면 두 별의 공전주기는 467년, 궤도이심률은 0.343, 궤도경사각은 114.5도, 근점인수는 249.5도였다. 카스토르 B의 평균 이격거리는 6.805초이다. 히파르코스가 측정한 거릿값에 따르면 두 구성원의 평균 거리는 약 107 천문단위(약 160억 킬로미터)이나 이심률이 크기 때문에 근점에서는 71 천문단위까지 접근하고 원점에서는 138 천문단위까지 물러난다. 케플러의 법칙에 따라 A와 B의 합산 질량을 알 수 있는데 그 값은 태양의 5.7배이다.

#### 카스토르 A
카스토르 A의 분광형은 A1V에 겉보기 등급은 1.93, 광도는 태양의 33배이다. 그러나 사실 카스토르 A는 분광쌍성으로 두 구성원 Aa와 Ab로 이루어져 있다. 둘 사이 거리는 약 300만 킬로미터밖에 되지 않으며 질량중심을 약 9.2188일에 1회 돌고 있다. 공전궤도 이심률은 0.503으로 크게 찌그러져 있다. 아주 가까운 거리 때문에 두 별의 물리적 정보를 분리하여 추출하기가 쉽지 않으나 연구 결과 밝은 별 카스토르 Aa는 분광형 A1 주계열성인 것으로 보인다. 표면온도는 1992년 카이렐 데 슈트로벨은 10286 켈빈, 2002년 토레스&리바스는 9420 ± 100 켈빈으로 측정했다. 카이렐은 Aa의 금속함량이 태양보다 아주 약간 높은 수준이라고 주장했다. 토레스는 표면온도는 9420 켈빈, 광도는 태양의 33배, 금속함량은 0.01, 나이는 1억 ~ 3억 년으로 가정한 뒤 상기 자료를 기반으로 진화궤적을 따라 구한 질량이 태양의 2.27배라고 주장했다. 카이렐은 Aa의 표면중력을 4.0g로 계산했다.
Aa의 짝별 Ab는 왜성이지만 분광형은 정확히 검증되지 않았다. 그러나 하인츠가 1988년 궤도로부터 카스토르 A의 총질량을 태양의 2.7배로 계산한 적이 있는데 만약 Aa의 질량이 태양의 2.27배라면 Ab는 태양의 0.45배가 된다. 이 질량이라면 Ab의 분광형은 뜨거운 M이거나 혹은 차가운 K형일 것이다.

#### 카스토르 B
카스토르 B의 분광형은 A2Vm 또는 A5Vm(이 쪽이 더 가능성 높다.)이며 겉보기 등급은 2.97, 광도는 태양의 11배이다. B는 카스토르 Ba와 Bb로 이루어진 분광쌍성으로 두 별은 불과 400만 킬로미터 떨어져 있고 서로의 질량중심을 2.928일에 1회 돈다. A와 마찬가지로 B의 구성원들은 서로 너무 가까이 있기 때문에 각각의 물리적 매개변수를 분리하여 추출하기 힘들다. 주인별 카스토르 Ba는 분광형 A5Vm의 주계열성일 것이다. 카이럴(1992년)은 Ba의 표면 온도를 8842 켈빈으로, 토레스(2002년)는 색지수에 기초하여 8240 ± 150 켈빈으로 계산했다. 토레스 연구진은 이상의 물리량에 광도는 태양의 11배로 놓고 나이와 금속함량은 카스토르 A와 같다고 가정하여 Ba의 질량이 태양의 1.79배라고 결론 내렸다. 카이럴은 Ba의 표면 중력 로그값을 g=4.25로 계산했다. 분광형의 소문자 m은 Am 별이라는 뜻으로 이런 별의 스펙트럼에는 강한 흡수선이 나타난다. 아연, 스트론튬, 지르코늄, 바륨 등의 금속성분이 검출되기도 하는 반면에 칼슘이나 스칸듐 등은 결핍되어 있다. 보통 이러한 스펙트럼이 나타나는 이유는 다른 원소가 항성의 중력 때문에 내부로 가라앉으면서 안에 있던 물질이 표면으로 밀려 올라오기 때문이다. 이러한 현상은 항성의 자전 속도가 느릴 때에만 일어난다. 보통 분광형 A 주계열성은 자전속도가 빠른 편이지만 Am 별은 쌍성계의 일원으로 짝별이 가하는 기조력 때문에 항성자전이 느려지게 된다.
카스토르 Bb는 주계열성으로 정확한 분광형은 불명이다. 그러나 카스토르 B 전체 질량을 태양의 2.11배, Ba를 1.79배로 가정하면 그 차이에 해당하는 태양질량 0.32배가 Bb의 몫으로 나온다. 이 정도 질량은 분광형상 적색 왜성에 해당된다. Bb는 Ba에서 나오는 코로나와 여기에 실려 오는 엑스선 때문에 플레어 폭발이 자주 일어날 것으로 추정된다.

### 카스토르 C
카스토르 C 또는 쌍둥이자리 YY는 분광형 dM1e의 항성으로 여기에서 소문자 d는 왜성(dwarf), e는 스펙트럼에 방출선이 뚜렷하게 나타난다는 뜻이다. 겉보기 등급은 9.83이다. 2013년 기준으로 C는 AB 계로부터 밤하늘에서 70초 남짓 떨어져 있으며 연주시차와 고유운동이 AB와 같다. AB와 C 사이 각거리는 천천히 줄어들고 있다. 카스토르와 지구 사이 거리를 대입하면 AB-C의 실제 거리는 최소 1000 천문단위(1500억 킬로미터)는 될 것이고 양 계가 서로의 질량 중심을 도는 데 걸리는 시간 또한 최소 1만 4천 년은 될 것이다. 그러나 아노소바&오로브(1991년) 연구진은 카스토르 C가 타원궤도일 확률은 40%, 쌍곡선궤도일 확률은 60%라고 계산했으며 만약 후자일 경우 C는 AB와 중력으로 묶인 것이 아니라 잠시 스쳐 지나가는 과정에 있는 것이라고 주장했다. 만약 아노소바의 주장이 맞다면 C는 수천년 후 AB의 중력으로부터 탈출할 것이다.
그런데 카스토르 C 역시 별 두 개가 아주 가까이 붙어서 서로를 돌고 있는 분광쌍성이다. C의 구성원 Ca, Cb는 공전하면서 서로를 가리는데 이로부터 둘의 궤도 및 주요 매개변수를 정확히 측정할 수 있다. 이런 면에서 카스토르 C는 이렇게 질량이 작은 항성을 연구하는 데 있어 매우 중요한 항성계이다.
토레스&리바스(2002년)는 크론(1952년), 룽&슈나이더(1978년)의 측광자료 등을 활용하여 카스토르 C에 대해 역대 가장 정교한 연구결과를 냈다. Ca, Cb의 궤도는 이심률이 0.003으로 거의 원에 가깝다. 궤도경사각은 86.29 ° ± 0.10 °으로 우리 시선방향과 거의 평행한데 이는 두 별이 공전하면서 서로를 가리는 것을 지구에서 볼 수 있다는 뜻이다. 공전주기는 0.81428일(19.54시간)로 하루가 못 되는데 이는 두 별이 매우 가까이 있다는 뜻이고 직선거리는 270만 킬로미터로 지구~달 거리의 7배 정도에 불과하다. 두 별의 분광형은 모두 M1Ve로 시선속도가 거의 일치하여(121.18 ± 0.42 km/s, 120.51 ± 0.42 km/s) 질량이 거의 같은 쌍둥이임을 알 수 있다.(Ca/Cb = 1.0056 ± 0.0050) 토레스는 Ca의 질량은 태양의 0.5975 ± 0.0047배, Cb는 0.6009 ± 0.0047배로 계산했다. 밝기 또한 둘은 거의 같아서 평균은 태양 광도의 0.0733 ± 0.0015배, 표면온도는 3820 켈빈이다. 두 별의 반지름 역시 거의 같아 평균은 태양반경의 0.6191 ± 0.0057배이다. 질량과 반지름으로 구한 평균밀도는 1 cm3당 13.56 ± 0.10 g, 표면중력은 4.63 log g이다.
Ca, Cb 둘 다 매우 활발하게 에너지를 방출하고 있다. 두 별 모두 저위도~중위도 일대에 거대한 흑점들이 존재함이 확인되었으며 특히 적위 45도 일대에 흑점이 집중되어 있었다. 두 별 모두 항성 코로나와 함께 엑스선을 뿜고 있다. XMM-뉴턴 우주 망원경의 관측 결과 코로나는 항성 표면에서 100~400만 킬로미터 위까지 뻗어 있었다. 코로나 온도는 200~1500만 켈빈이었으나 플레어 폭발이 일어날 때에는 4천만 켈빈까지 올라갔다. 2000년 플레어 폭발시 별을 두르는 자기장 고리가 항성 표면으로부터 1만 킬로미터(반지름의 5% 정도) 위에 형성되어 있음이 관측되었다. 그러나 이후 찬드라 망원경의 추가관측 결과 자기장 고리는 두 별 반지름의 1.8배 되는 곳까지 확장되어 있었다. 이로부터 Ca, Cb의 코로나가 상호작용을 하고 있다는 가정을 내릴 수 있다.

## 물리적 성질
- 항성 정보 틀의 '성질'에 들어갈 내용들은 여기에 표 형식으로 기술한다. 카스토르 Ca, Cb 자료에서 셀이 합쳐진 부분은 두 별의 값 평균치임을 뜻한다.[3]

| 분류기준           | 구성원 | 구성원 | 구성원 | 구성원 | 구성원 | 구성원 |
| 분류기준           | Aa     | Ab     | Ba     | Bb     | Ca     | Cb     |
| ------------------ | ------ | ------ | ------ | ------ | ------ | ------ |
| 분광형             | A1V    | dM1e   | A5Vm   | dM1e   | dM1e   | dM1e   |
| 질량 (M☉)          | 2.27   | 0.45   | 1.79   | 0.32   | 0.5975 | 0.6009 |
| 지름 (R☉)          | 2.24   | ?      | 1.71   | ?      | 0.6191 | 0.6191 |
| 광도 (L☉)          | 33     | ?      | 11     | ?      | 0.0733 | 0.0733 |
| 표면중력 (log g)   | 4.2    | ?      | 4.0    | ?      | 4.6317 | 4.6317 |
| 표면온도 (K)       | 10286  | ?      | 8842   | ?      | 3820   | 3820   |
| 자전속도 (km/s)    | 18     | ?      | 33     | ?      | 37     | 37     |
| 금속함량 [Fe/H]    | 0.98   | ?      | 0.45   | ?      | ~0.0   | ~0.0   |
| a-b 공전주기 (일)  | 9.2188 | 9.2188 | 2.928  | 2.928  | 0.81   | 0.81   |
| A-B 공전주기 (년)  | 467    | 467    | 467    | 467    | —      | —      |
| AB-C 공전주기 (년) | 14000~ | 14000~ | 14000~ | 14000~ | 14000~ | 14000~ |

## 이름 및 문화

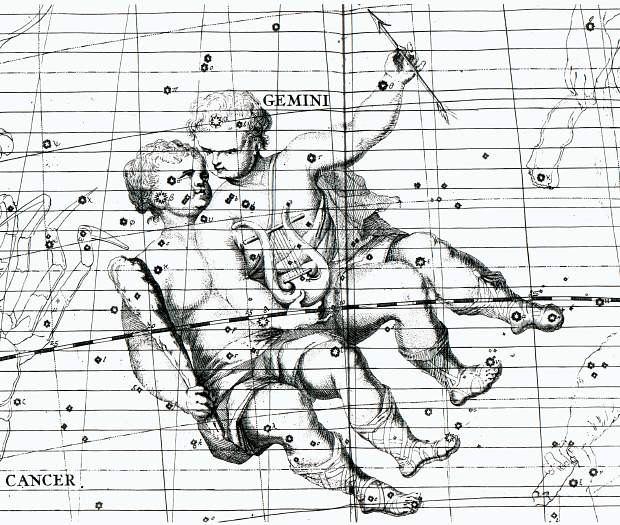
존 플램스티드가 만든 쌍둥이자리 삽화.

고유명칭 카스토르와 폴룩스는 그리스, 로마 신화에 나오는 제우스와 레다의 쌍둥이 아들 카스토르와 폴룩스에서 따 온 것이며 이들이 속한 별자리 이름 또한 이에 맞춘 '쌍둥이'이다. 폴룩스와 함께 카스토르는 밤하늘에서 쌍둥이 각각의 머리 위치에 있다. 아랍 문화권에서도 두 별을 '쌍둥이'의 개념에 기초하여 불렀다. 아랍어로 카스토르를 '알-라스 알-타움 알-무카딤'으로 표기했는데 이는 '쌍둥이 중 첫째(또는 앞서가는 자)의 머리'라는 뜻이다.
고대 그리스에서는 카스토르를 아폴론 신의 상징으로 여겼으며 이로부터 '아펠론, 아펠란, 아풀럼, 아펠라, 아벨라' 등의 변형된 이름이 나왔고 상기 명칭들은 18세기까지 쓰였다.
밤하늘에 보이는 카스토르는 폴룩스와 인접한데다 밝기 또한 비슷했기 때문에 '동급의 존재 둘'로 세계 여러 문화권 사람들에게 인식되어 왔다. 예를 들어 인도에서는 '비니'(짐승에 올라탄 자들) 또는 '미투나'(소년과 소녀)로, 페르시아에서는 '두 파이카르'(두 개의 형상)로, 아시리아에서는 '마스-마스'(쌍둥이)로 불렀다. 바빌로니아 인들은 카스토르와 폴룩스를 합쳐서 '마스-타브-가-갈-갈'(큰언니)로, 카스토르를 '마시-마슈-마흐루'(서쪽의 쌍둥이)로 불렀다. 힌두 달력에는 일곱 번째 나크샤트라 자리에 있는데, 해당 구간 이름인 '푸나르바수'의 뜻은 '두 개의 ~'이다.
《알 악사시 알 무아케트 달력》에 실린 성표에는 '아울 알 드지라'로 표기되어 있다. 이는 '첫 번째 앞발'이라는 뜻으로 사막에서 살던 유목민들이 상상한 신화 속 거대한 사자 '아사드' 형상으로부터 나온 표현이다.
중화권에서는 카스토르, 폴룩스, 쌍둥이자리 로 세 별을 북하(北河, 북쪽 강)로 표기했다. 이 중 카스토르는 '북하에서 두 번째 별'이라는 뜻인 북하이(北河二)로 표기했다.
요한 바이어가 천구 별자리를 정리하면서 카스토르에 붙인 이름은 쌍둥이자리 알파인데 카스토르의 겉보기 등급은 1.15로 폴룩스보다 어두워 바이어 명명법상 규칙에 맞지 않는다. 이 모순을 해명하는 논리 중 '바이어가 관측했을 당시에는 카스토르가 폴룩스보다 밝았지만 이후 카스토르가 어두워졌거나 또는 폴룩스가 밝아져서 순위가 뒤바뀐 것이다.'라는 것이 있다. 앤서니 배럿은 2006년 기고문에서 별의 밝기가 변했다는 주장을 몇 가지 이유를 들어 반박했다. 첫째, 바이어는 쌍둥이자리 외에 다른 여러 별자리에서 자신의 원칙(가장 밝은 별부터 어두워지는 순서로 그리스 알파벳을 붙임)을 깼으며 둘째, 과거 여러 문헌에 따르면 '카스토르와 폴룩스' 순서가 보편적으로 쓰였으며 '폴룩스와 카스토르'는 17세기가 되어서야 등장한 문구이므로 바이어는 문헌에서 표기하는 순서대로 알파-베타별을 매겼다는 것이다. 셋째, 밤하늘에서 카스토르가 뜬 뒤 폴룩스가 뒤이어 뜨기 때문에 먼저 뜨는 별에 알파를 부여했다는 것이다.
점성학에서 카스토르는 '날카로운 지성·여행에서의 성공·빠른 성공과 명성'을 선물하나 종종 그 뒤에 불행·손해·질병을 가져다 주는 존재로 인식된다. 카스토르가 떴을 때 태어난 자들은 악함과 폭력성을 띠기 쉽다고 한다.

## 같이 보기
- 다중성